# Conus coelinae spiceri
Conus coelinae spiceri is een ondersoort van de zeeslakkensoort Conus coelinae, uit het geslacht Conus. De slak behoort tot de familie Conidae. Conus coelinae spiceri werd in 1943 beschreven door Bartsch & Rehder. Net zoals alle soorten binnen het geslacht Conus zijn deze slakken roofzuchtig en giftig. Zij bezitten een harpoenachtige structuur waarmee ze hun prooi kunnen steken en verlammen.